# Продромус
Продромус (лат. prodromus від грец. πρόδρομος — «той, що біжить попереду», «предтеча» або «попередник») — термін, який використовується в природознавчих науках для позначення публікації, яка є лише попередньою і призначається бути основою для наступної, більш комплексної праці.
Відомі продромуси:
- [en] (1805)
- Prodromus Florae Novae Hollandiae et Insulae Van Diemen[en] (1810)
- Prodromus Systematis Naturalis Regni Vegetabilis[en] (1824–1874)
- De solido intra solidum naturaliter contento dissertationis prodromus (Ніколас Стено, 1669) — один з перших трактатів, в яких автори намагались пояснити виникнення скам'янілостей.
- Zoologiae Danicae Prodromus (Отто Фрідріх Мюллер, 1776)

У ботаніці продромусом називають також перелік усіх синтаксонів рослинності певного району із зазначенням розпізнавальних ознак та обґрунтуванням синтаксономічної ієрархії. Наприклад,
Шеляг-Сосонко Ю. Р., Дидух Я. П., Дубына Д. В. Продромус растительности Украины. — К.: Наукова думка, 1991. — 272 с. (рос.)